# Taiji Ishimori
Taiji Ishimori (石森太二, Ishimori Taiji), (né le 10 février 1983 à Tagajo) est un catcheur (lutteur professionnel) japonais, qui est principalement connu pour son travail à la Pro Wrestling Noah au Japon.
Il est un des élèves d'Ultimo Dragon et commence sa carrière en 2002 à la Toryumon Mexico tout en apparaissant au Japon à la All Japan Pro Wrestling et à la Toryumon X. Il remporte à la Toryumon Mexico le tournoi Young Dragons Cup en 2002 et le championnat du monde des poids welters de l'Universal Wrestling Association (UWA).

## Carrière de catcheur

### Toryumon (2002-2004)
Ishimori s'entraîne au dojo de la Toryumon auprès d'Ultimo Dragon et fait ses premiers combats de catch au Mexique à la Toryumon Mexico, la fédération mexicain de son mentor. Il y remporte le tournoi Young Dragons Cup le 7 décembre 2002 en éliminant Henry III Sugawara en quart de finale puis Jun Ogawauchi en demi finale et enfin Condotti Shuji en finale.
Le 19 janvier 2003, il fait un passage remarqué à la All Japan Pro Wrestling où il fait équipe avec Anthony W. Mori et Henry III Sugawara et ils battent Condotti Shuji, Milano Collection AT et YOSSINO,. Il fait équipe avec Shu Sato pour la Yamaha Cup le 22 mars qu'ils remportent en éliminant Berlinetta Boxer et Murcielago en demi finale puis Small Dandy Fujii et SUWAcito en finale. Il devient champion du monde des poids welters de l'Universal Wrestling Association (UWA) le 11 mai après sa victoire face à Super Crazy. Il rend ce titre le 29 août 2004.

### New Japan Pro Wrestling (2004-2005; 2016)
Il se dirige ensuite vers la New Japan Pro Wrestling où il fait partie des Young Lions. Il fait équipe avec Hiroshi Tanahashi et remporte le U-30 One Night Tag Tournament: 2004 en battant Shinsuke Nakamura et Ryusuke Taguchi en finale.
Le 20 juillet 2016, il retourne à la NJPW en entrant dans le Super J-Cup 2016, mais il se fait éliminer dans son match de premier tour par l'IWGP Junior Heavyweight Champion Kushida.
Le 21 octobre, il participe au Super Jr. Tag Tournament 2016 avec ACH, ou ils battent les IWGP Junior Heavyweight Tag Team Champions The Young Bucks lors de leur match de premier tour. Après avoir battu David Finlay et Ricochet en demi - finale le 30 octobre, ils perdent en finale du tournoi lors de Power Struggle contre Roppongi Vice (Baretta et Rocky Romero).

### Pro Wrestling Noah (2006-2018)
En 2007, il signe un contrat avec la NOAH et devient peu de temps après GHC Junior Heavyweight Tag Team Champions avec KENTA en allant remporter les titres à la Dragon Gate en battant BxB Hulk et Shingo Takagi. Le 1er juin, ils conservent leurs titres contre Ricky Marvin et Kotarō Suzuki. Le 21 juin, ils conservent leurs titres contre Bryan Danielson et Eddie Edwards.
Le 27 janvier 2013, il bat Shūji Kondō et remporte le GHC Junior Heavyweight Championship. Le 4 mai 2013, il fait ses débuts à la Ring of Honor lors de Border Wars (2013) où il perd contre Eddie Edwards. Durant les enregistrements télés de Ring of Honor Wrestling, il bat Roderick Strong. Le 8 mars 2014, après un règne de 405 jours, le plus long de l'histoire du titre, il perd le GHC Junior Heavyweight Championship contre Daisuke Harada. Le 21 mars, lui et Atsushi Kotoge battent Yoshinari Ogawa et Zack Sabre, Jr. et remportent les GHC Junior Heavyweight Tag Team Championship. Le 12 avril, ils perdent les titres contre Yoshinari Ogawa et Zack Sabre, Jr.. Le 5 juillet, ils battent Yoshinari Ogawa et Zack Sabre, Jr. et remportent les GHC Junior Heavyweight Tag Team Championship pour la deuxième fois. Le 12 octobre, ils perdent les titres contre Hajime Ohara et Kenoh.
Le 23 décembre, il bat Taichi et remporte le GHC Junior Heavyweight Championship pour la deuxième fois. Le 24 février 2016, il perd le titre contre Yoshinobu Kanemaru. Lors de Great Voyage 2016 In Osaka, lui, Captain NOAH et Genba Hirayanagi perdent contre Suzuki-gun (El Desperado, Taichi et Taka Michinoku).
En juillet, il participe au NTV G+ Cup Junior Heavyweight Tag League 2016 avec ACH, où ils remportent cinq matchs pour une défaite, se qualifiant pour la finale du tournoi où, le 30 juillet, ils battent Atsushi Kotoge et Daisuke Harada pour remporter le tournoi.
Le 7 janvier 2017, il perd contre Hajime Ohara et ne remporte pas le vacant GHC Junior Heavyweight Championship. Après une victoire sur Hi69 le 9 janvier, les deux ont accepté de former une équipe et ont montré leurs intérêt pour les vacants GHC Junior Heavyweight Tag Team Championship et le 18 février, ils battent Hayata et Yo-Hey et remportent les vacants GHC Junior Heavyweight Tag Team Championship. Le 12 mars, ils conservent leur titres contre Daisuke Harada et Tadasuke,.
Le 11 mars, ils perdent les titres contre Yoshinari Ogawa et Minoru Tanaka.

### Asistencia Asesoría y Administración (2006-...)
Le 19 mars 2010, lui et Takeshi Morishima battent La Hermandad 187 (Joe Líder et Nicho el Millonario) et remportent les AAA World Tag Team Championship. Le 23 mai, ils perdent les titres contre Atsushi Aoki et Gō Shiozaki.
Lors de AAA Star Battle Japan 2016, il perd contre Drago dans un Three Way Dance Match qui comprenaient également Aero Star.

### Impact Wrestling (2017-2018)
Il fait ses débuts à la fédération lors de Slammiversary XV, ou lui et Naomichi Marufuji perdent contre The Latin American Xchange (Ortiz et Santana) dans un Four-way lucha rules unification match qui comprenaient également Drago et El Hijo del Fantasma et Laredo Kid et Garza Jr. et ne remportent pas les Impact World Tag Team Championship et les GFW Tag Team Championship. Lors de Bound for Glory 2017, il bat Tyson Dux et remporte un match de championnat pour le Impact X Division Championship. Lors de l'Impact Wrestling du 4 janvier 2018, il bat Trevor Lee et remporte le Impact X Division Championship. 
Lors de Crossroads 2018, il perd le titre contre Matt Sydal au cours d'un match où le Impact Grand Championship était également en jeu. Le 29 mars à Impact, il perd un Fatal-4 Way match contre Petey Williams impliquant également Rohit Raju et Suicide. Lors de Redemption, il perd un six-pack challenge contre Brian Cage impliquant également Trevor Lee, Dezmond Xavier, El Hijo del Fantasma et DJ Z. 
Le 3 mai à Impact, il perd contre Matt Sydal et ne remporte pas le Impact X Division Championship. Le 10 mai à Impact, il perd un Fatal-4 Way contre El Hijo del Fantasma impliquant également Aero Star et Drago. Il est annoncé le 2 juillet qu'il participera à un fatal-4 way match lors de Slammiversary le 22 juillet.
Lors de Slammiversary XVI, il perd contre Johnny Impact dans un Fatal-4 Way Match incluant également Fenix et Petey Williams. Le 26 juillet à Impact, il bat Petey Williams. Après le match, les deux hommes sont attaqués par The Desi Hit Squad. Le 9 août à Impact, lui et Petey Williams battent The Desi Hit Squad.

### Retour à la New Japan Pro Wrestling (2018-...)

#### Bullet Club (2018-...)
Il retourne à la fédération à Wrestling Dontaku 2018 sous le masque du Bone Soldier, où il attaque le Champion Junior Poids-Lourds IWGP Will Ospreay après son match et se fait démasquer par Tama Tonga qui le révèle en tant que nouveau membre du Bullet Club, un des clans de cette fédération essentiellement composée de gaijin,. Il participe ensuite au Best of the Super Juniors 2018 où le 18 mai lors de son premier match dans le tournoi, il bat Will Ospreay. Le 3 juin, il remporte le Block A du tournoi avec 5 victoires et 2 défaites. Le 4 juin, il perd en finale du tournoi contre Hiromu Takahashi.
Lors de NJPW/RevPro Strong Style Evolved UK, lui et Yujiro Takahashi battent Aussie Open (Kyle Fletcher et Mark Davis). Lors de NJPW/RevPro Strong Style Evolved UK - Day 2, il perd un fatal-4 way match incluant El Phantasmo, Tiger Mask IV et David Starr (en) au profit de ce dernier.
Le 12 août lors de la finale du G1 Climax, lui et les Guerrillas of Destiny remportent les NEVER Openweight 6-Man Tag Team Championship en battant les Young Bucks et Marty Scurll.[réf. nécessaire] Lors de Destruction in Hiroshima, ils conservent les titres contre Juice Robinson, David Finlay et Ryusuke Taguchi. Du 16 octobre au 3 novembre, lui et Robbie Eagles participent au Super Jr. Tag League (2018), où ils terminent la ronde avec 6 points (trois victoires et quatre défaites) ne se qualifiant donc pas pour la finale du tournoi. Lors de Wrestle Kingdom 13, il bat Kushida et remporte le IWGP Junior Heavyweight Championship. Lors de New Year Dash '19, lui et les Guerrillas of Destiny conservent leur titres contre Ryusuke Taguchi, Togi Makabe et Toru Yano. Le 30 janvier, ils perdent les titres contre ces derniers. Lors de 47th Anniversary Show, il conserve son titre contre Ryusuke Taguchi. Lors de 47th Anniversary Show, il conserve son titre contre Jushin "Thunder" Liger. Lors de G1 Supercard, il perd son titre contre Dragon Lee dans un Three Way Match qui comprenait également Bandido.

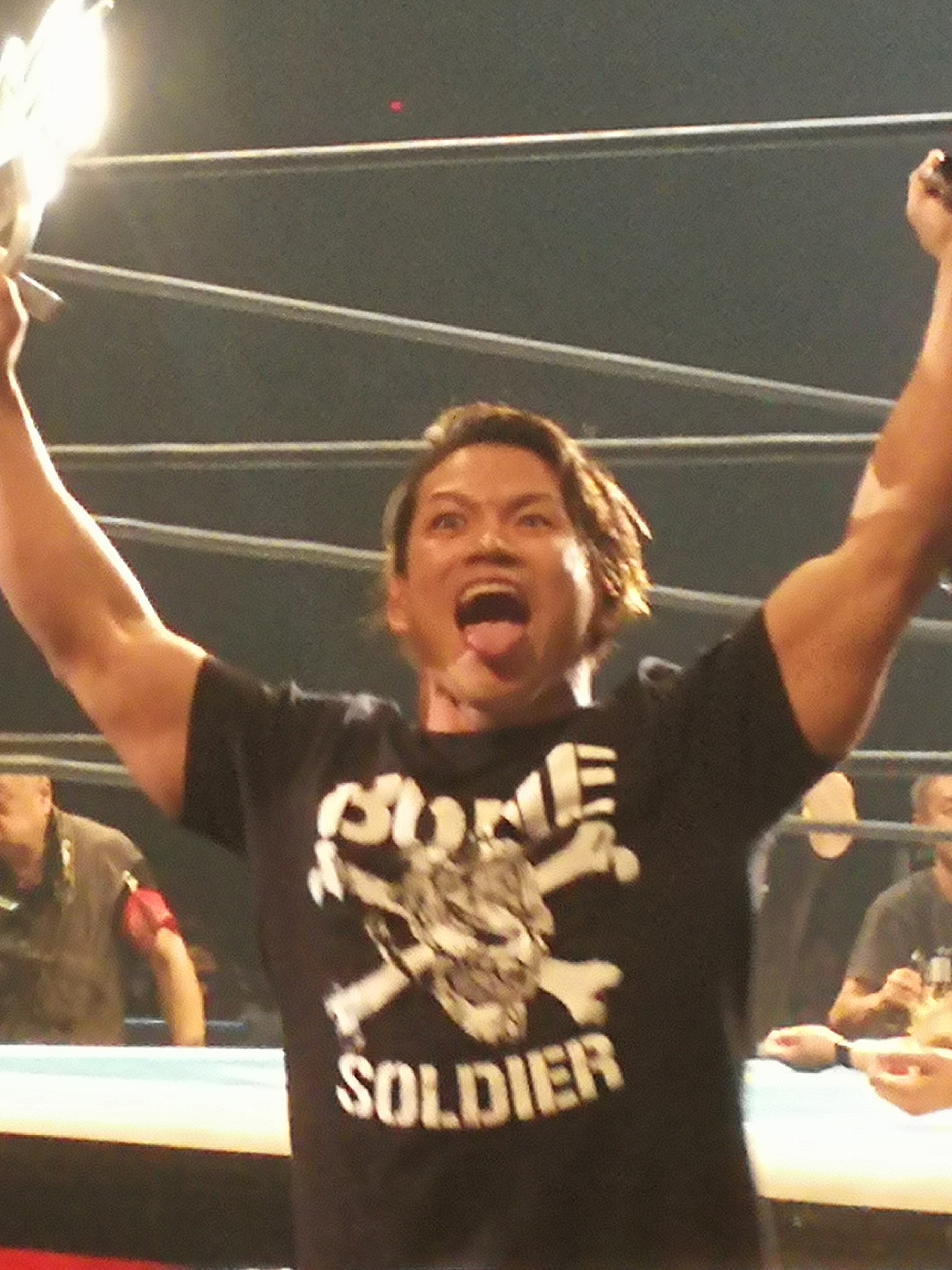
Ishimori en novembre 2019

Le 16 juin, lui et El Phantasmo battent Roppongi 3K (Sho et Yoh) et remportent les IWGP Junior Heavyweight Tag Team Championship. Lors de Destruction In Kagoshima, ils conservent leur titres contre Birds Of Prey (Robbie Eagles et Will Ospreay). Du 16 octobre au 1er novembre, ils participent au Super Jr. Tag League (2019), où ils terminent la ronde avec 10 points (cinq victoires et deux défaites) mais ne se qualifient pas pour la finale du tournoi. Le 5 janvier 2020 lors de Wrestle Kingdom 14 - Tag 2, ils perdent leur titres contre Roppongi 3K.
Lors de Summer Struggle in Jingu, il bat Hiromu Takahashi et remporte le IWGP Junior Heavyweight Championship pour la deuxième fois,.
Lors de New Year Dash !! 2021, lui, El Phantasmo et les Guerrillas of Destiny (Tama Tonga et Tanga Loa) battent Suzuki-gun (El Desperado, Taichi, Yoshinobu Kanemaru et Zack Sabre, Jr.) et rentrent en rivalité avec ces derniers autour des Championnats Par équipe des divisions Jr et Heavyweights. Le 23 janvier, lui et El Phantasmo battent Suzuki-gun (El Desperado et Yoshinobu Kanemaru) et remportent les IWGP Junior Heavyweight Tag Team Championship pour la deuxième fois,,.
Le 23 juin, lui et El Phantasmo battent Roppongi 3K et remportent les IWGP Junior Heavyweight Tag Team Championship pour la troisième fois.
Lors de Wrestling Dontaku 2022, il bat El Desperado et remporte le IWGP Junior Heavyweight Championship pour la troisième fois.

## Palmarès
- Asistencia Asesoría y Administración
  - 1 fois AAA World Tag Team Championship avec Takeshi Morishima

- Impact Wrestling
  - 1 fois Impact X Division Championship

- New Japan Pro Wrestling
  - 3 fois IWGP Junior Heavyweight Championship (actuel)
  - 3 fois IWGP Junior Heavyweight Tag Team Championship avec El Phantasmo[77]
  - 1 fois NEVER Openweight 6-Man Tag Team Championship avec Tama Tonga et Tanga Loa
  - U-30 One Night Tag Tournament: 2004 avec Hiroshi Tanahashi

- Pro Wrestling NOAH
  - 3 fois GHC Junior Heavyweight Championship
  - 6 fois GHC Junior Heavyweight Tag Team Championship avec KENTA (1), Ricky Marvin (1), Atsushi Kotoge (2) et Hi69 (2)
  - Nippon TV Cup Jr. Heavyweight Tag League (2007, 2008) avec KENTA
  - NTV G+ Cup Junior Heavyweight Tag League (2012) avec Atsushi Kotoge
  - NTV G+ Cup Junior Heavyweight Tag League (2016) avec ACH
  - Super J-Cup Qualifying Tournament A (2016)

- Toryumon X
  - 1 fois UWA World Welterweight Championship

## Récompenses des magazines
- Pro Wrestling Illustrated

| Année | 2006 | 2007 | 2008 à 2010 | 2011 | 2012       | 2013 | 2014 | 2015       | 2016 | 2017       | 2018 | 2019 | 2020 | 2021 | 2022 | 2023 | 2024 |
| ----- | ---- | ---- | ----------- | ---- | ---------- | ---- | ---- | ---------- | ---- | ---------- | ---- | ---- | ---- | ---- | ---- | ---- | ---- |
| Rang  | 188  | 174  | Non classé  | 204  | Non classé | 211  | 197  | Non classé | 278  | Non classé | 104  | 104  | 340  | 381  | 83   | 127  | 267  |

- Wrestling Observer Newsletter

| # | Résultat | Adversaire       | Évènement                                  | Date        | Durée | Lieu                 | Notes                                                                                              |
| - | -------- | ---------------- | ------------------------------------------ | ----------- | ----- | -------------------- | -------------------------------------------------------------------------------------------------- |
| 1 | Défaite  | Hiromu Takahashi | NJPW Best Of The Super Junior XXV - Tag 14 | 4 juin 2018 | 34:01 | Korakuen Hall, Tokyo | En finale du tournoi Best of the Supers Juniors. Ce match obtient la note de cinq étoiles et demi. |